# جورج مور (سياسي)
جورج مور هو سياسي كندي، ولد في 26 يوليو 1845، وتوفي في 1916. انتخب عمدة واترلو (1884 – 1890).